# Варварина Гора (деревня)
 Варварина Гора  — опустевшая деревня в Лесном муниципальном округе Тверской области.

## География
Находится в северо-восточной части Тверской области на расстоянии приблизительно 5 км по прямой на юго-запад от районного центра села Лесного.

## История
Деревня уже была отмечена на карте 1825 года. В 1859 году здесь (деревня Весьегонского уезда Тверской губернии) было учтено 13 дворов. До 2019 года входила в состав ныне упразднённого Лесного сельского поселения.

## Население
Численность населения: 97 человек (1859 год), 0 как в 2002 году, так и в 2010.